# Kukulovce
Kukulovce je naselje u gradu Leskovcu, Jablanički upravni okrug, Srbija. Prema popisu iz 2022. godine u Kukulovcu je živjelo 238 stanovnika.